# Condado de Pondera
El condado de Pondera (en inglés: Pondera County) es uno de los 56 condados del estado estadounidense de Montana. En el año 2000 tenía una población de 6.424 habitantes con una densidad poblacional de 2 personas por km². La sede del condado es Conrad.

## Geografía
Según la Oficina del Censo, el condado tiene un área total de 4248 km² (1640,2 mi²), de la cual 4209 km² (1625,1 mi²) es tierra y 39 km² (15,1 mi²) (0.92%) es agua.

### Condados adyacentes
- Condado de Glacier - norte
- Condado de Toole - norte
- Condado de Liberty - este
- Condado de Chouteau - este
- Condado de Teton - sur
- Condado de Flathead - oeste

## Demografía
En el 2000 la renta per cápita promedia del condado era de $30,464, y el ingreso promedio para una familia era de $36,484. En 2000 los hombres tenían un ingreso per cápita de $27,125 versus $19,314 para las mujeres. El ingreso per cápita para el condado era de $14,276. Alrededor del 18.80% de la población estaba bajo el umbral de pobreza nacional.

## Comunidades

### Ciudad
- Conrad

### Pueblo
- Valier

### Lugar designado por el censo
- Heart Butte

### Otras comunidades
- Brady
- Dupuyer
- Fowler
- Ledger
- Manson
- Robare
- Williams